# Уваровка (станция)
Ува́ровка (прежнее название Ува́ровская) — железнодорожная станция Смоленского (Белорусского) направления Московской железной дороги в одноимённом посёлке Можайского городского округа Московской области.

## История
Станция открыта в 1870 году на месте бывшей деревни Покровка.
Ранее была станцией 4 класса.

## Описание
Входит в Смоленский центр организации работы железнодорожных станций ДЦС-6 Московской дирекции управления движением. По характеру основной работы является промежуточной, по объёму выполняемой работы отнесена к 5 классу.
Располагается в центре посёлка.
На станции имеются станционное здание, оборудованное билетными кассами и две платформы (одна — боковая, вторая — островная, обе низкие), соединённые настилом через пути. Турникетами не оборудована. Помимо основных путей, на станции имеется путь для отстоя и перегона грузовых составов.
Недалеко от станции (в сторону платформы 144 километр) располагается регулируемый железнодорожный переезд.

## Движение
На станции останавливаются все пригородные электропоезда, следующие из Вязьмы и Гагарина в Бородино или Можайск (и обратно). Кроме этого, с 7 марта 2024 года станция посредством пригородных электропоездов Москва — Гагарин вновь получила прямое пригородное сообщение с Москвой, прерванное 18 мая 2015 года по инициативе администрации Смоленской области в лице тогдашнего губернатора Алексея Островского.
Поезда дальнего следования проходят станцию без остановки.